# Nuevo sarcófago de Chernóbil

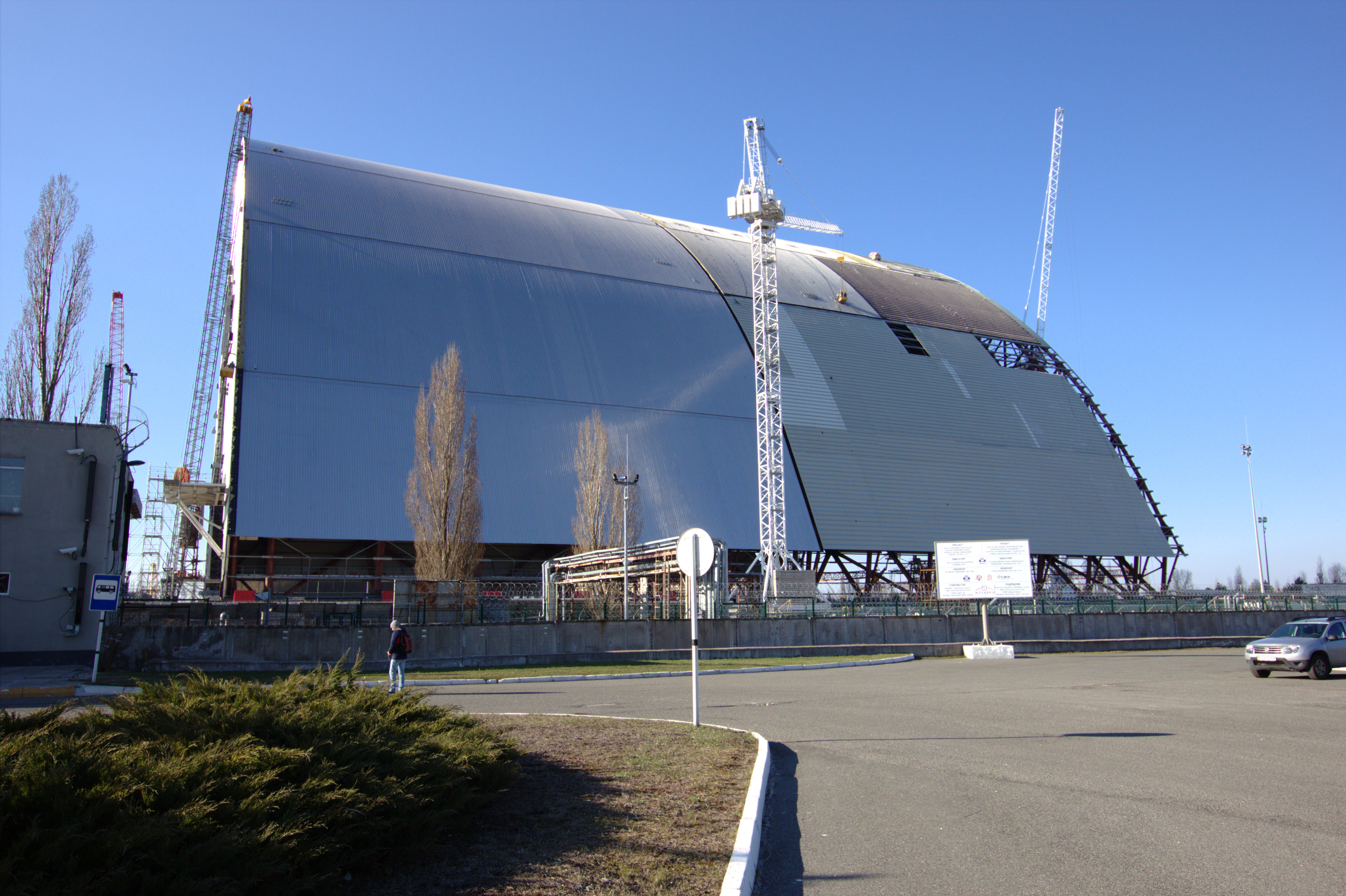
El Nuevo Sarcófago en construcción (abril 2015)

Construcción del Nuevo Sarcófago de Chernóbil.

El Nuevo Sarcófago Seguro (NSS o sarcófago nuevo) es una estructura conocida en Ucrania como «El Arca», destinada a contener el reactor nuclear de Chernóbil, Ucrania, parte del cual fue destruido por el desastre de Chernóbil en 1986. El objetivo primario del NSS es impedir la filtración de material radioactivo del reactor al entorno y el objetivo secundario es hacer, en el futuro, una demolición parcial de la estructura vieja.
Se trata de parte del Plan de Ejecución del Sistema de Protección, financiado por el Fondo Internacional de Protección de Chernóbil. El NSS está diseñado para contener los restos radioactivos de la unidad 4 de Chernóbil durante los próximos 100 años. El objetivo del NSS es reemplazar el sarcófago antiguo, construido por los liquidadores después del accidente ocurrido el 26 de abril de 1986.
La palabra «confinamiento» es más utilizada que la tradicional «contención», para enfatizar la diferencia entre la «contención» de gases radioactivos, que es el foco primario de la mayoría de edificios de contención de reactores, y el «confinamiento» de residuos radioactivos sólidos, que es el propósito primario del nuevo sarcófago seguro.
El NSS fue diseñado y construido por el consorcio francés Novarka, formado al 50 % por los socios Vinci Construcción Grands Projets y Bouygues Travaux Publics.
El coste total del Plan de Ejecución del Sistema de Protección, del cual el nuevo sarcófago es el elemento más prominente, está estimado en 2150 millones de euros. Solamente el coste del nuevo sarcófago se estimó en 1500 millones de euros.
En noviembre de 2016, treinta años después de la tragedia, se inauguró el nuevo sarcófago, al que se denominó Nuevo Sarcófago Seguro (NSC, por sus siglas en inglés), una estructura móvil, la mayor construida hasta la fecha en el mundo, en forma de arco de 110 metros de alto, 150 de ancho y 256 de largo y más de 30 000 toneladas. Se construyó a 180 metros del reactor y luego se ubicó sobre él mediante un sofisticado sistema de raíles. El coste final de la estructura fue de 1500 millones de euros, financiado por el Banco Europeo de Reconstrucción y Desarrollo (BERD) junto a la colaboración de 28 países, que aportaron 1417 millones de euros, y construido por la empresa francesa Novarka. La estructura está equipada con grúas controladas a distancia con el objetivo de ir desmontando la antigua estructura.
La colocación en el emplazamiento final del nuevo sarcófago seguro estaba prevista para efectuarse en noviembre de 2017. No obstante, las autoridades ucranianas responsables del proyecto decidieron retrasar la ejecución de la fase final del proyecto hasta el mes de mayo de 2018. La razón principal de esta decisión fue que el consorcio francés Novarka no fue capaz de finalizar los trabajos de preparación para su colocación a tiempo.

## Sarcófago antiguo

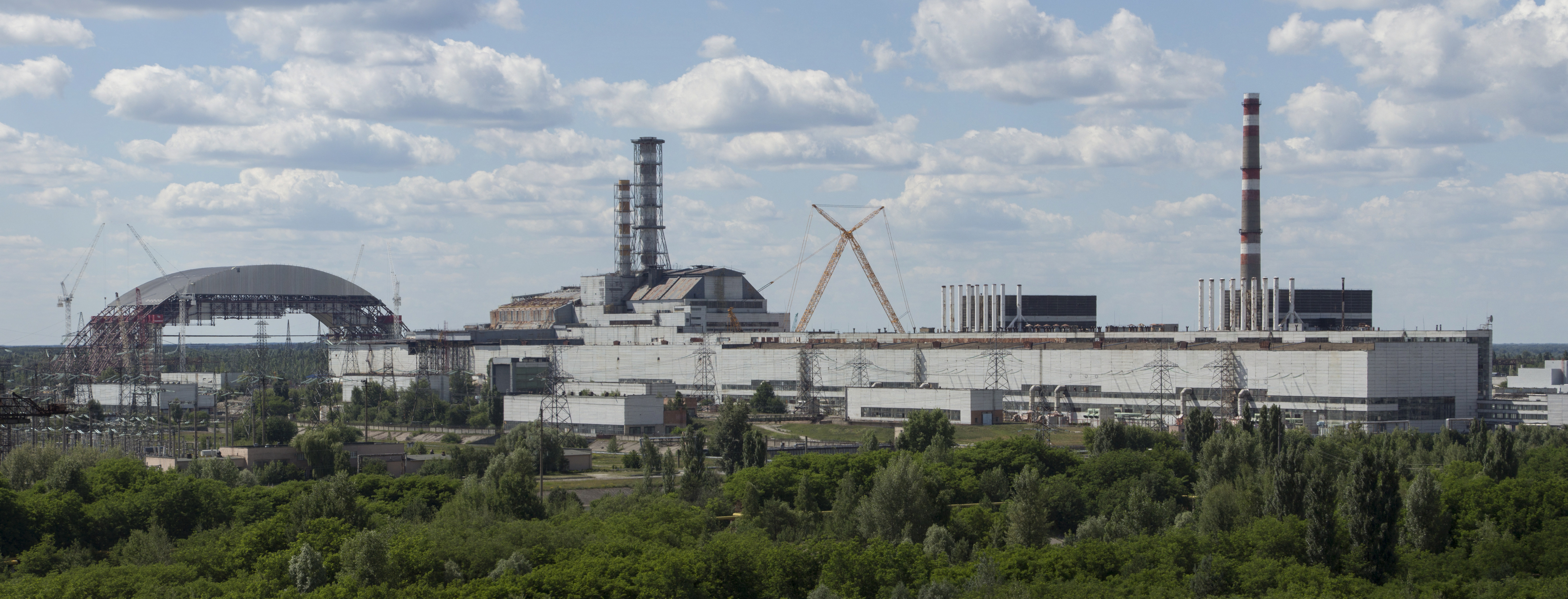
Chernobyl NPP Site Panorama with NSC Construction - Junio 2013

El Sarcófago antiguo, formalmente denominado Sarcófago Objeto y a menudo simplemente el sarcófago, fue construido entre mayo y noviembre de 1986, como resultado de una medida de emergencia para contener los materiales radioactivos dentro de la unidad del Reactor 4 de la Central nuclear de Chernóbil. El Sarcófago fue construido bajo condiciones extremas, con niveles muy altos de radiación, y bajo constreñimientos de tiempo extremo. El Sarcófago Objeto fue razonablemente exitoso en su propósito de contener la contaminación radioactiva, y permitió la vigilancia y control de la unidad del reactor nuclear destruido.
El Sarcófago está principalmente apoyado en los restos dañados del edificio del Reactor 4, los cuales son en gran parte considerados estructuralmente defectuosos por culpa de las fuerzas explosivas generadas durante el accidente. Tres grandes piezas estructurales soportan el techo del Sarcófago. Dos vigas, normalmente referidas como B-1 y B-2, situadas en dirección este-oeste y que soportan parte del techo y sus paneles. Una tercera viga, más grande que las otras dos y llamada "Viga de Mamut", abarca la distancia más grande a través del techo de este a oeste y ayuda en el soporte de las vigas del techo y paneles. El techo del Sarcófago consiste en tubos de acero de 1 metro de diámetro que se pusieron horizontalmente de norte a sur y paneles de acero que descansan colocados con una cierta inclinación, también en dirección de norte a sur.
La pared del sur del Sarcófago está formada por paneles de acero colocados con un ángulo de aproximadamente 15 grados verticales. La pared del este del Sarcófago está formada por el edificio mismo del reactor, y la pared del norte esta formada por una combinación del edificio del reactor y segmentos de hormigón. La pared del oeste está construida de secciones de hormigón grandes reforzadas por un contrafuerte. La complejidad de los segmentos de la pared del oeste requirió que estos fueran construidos fuera del lugar; para ser posteriormente llevados a su ubicación por una grúa de torre operada. Son estos contrafuertes las secciones del Sarcófago más reconocidas en fotografías.
El Sarcófago nunca fue diseñado con el propósito de ser una estructura de contención permanente, a pesar de los rumores en sentido contrario. Su deterioro continuo aumentó el riesgo de que la radioactividad se filtrara al exterior. Actualizaciones posteriores incluyeron vías para acceso en el techo, reparaciones del techo, la instalación de un sistema de control del polvo y la instalación de un sistema de control. Se estima que hasta el 95% del contenido radioactivo original del reactor 4 se conserva dentro de las ruinas del edificio de reactor.

## Diseño y construcción

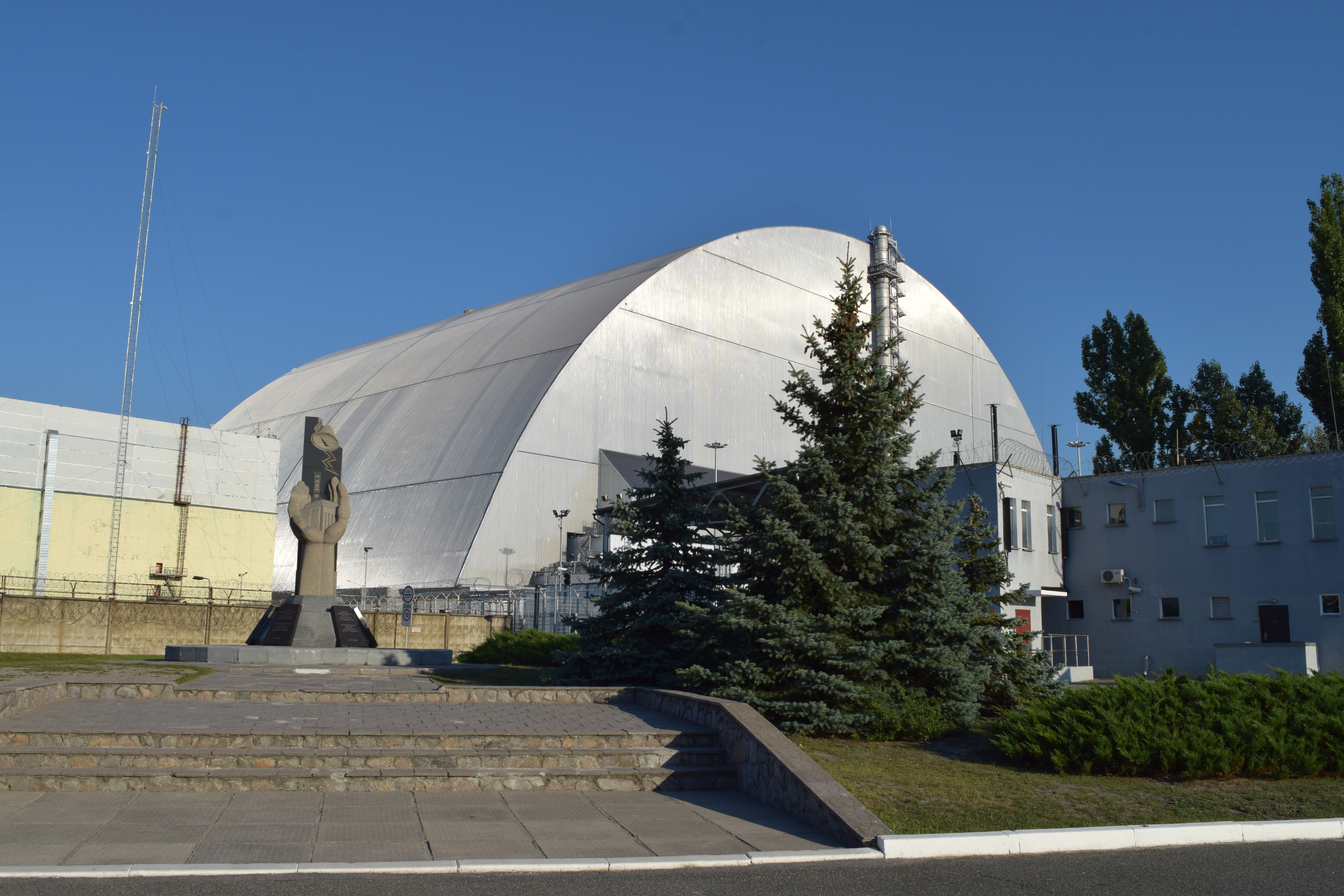
Nuevo sarcófago del reactor 4 de la planta de Chernóbil

### Concurso internacional
En 1992, el gobierno de Ucrania realizó un concurso internacional de ofertas para reemplazar el sarcófago precipitadamente construido.
En el otoño de 1992, la Sociedad de Grupo del Diseño (SGD) de Mánchester fue invitada para asistir a la Autoridad de Energía Atómica (AEA) en la propuesta del Reino Unido para la competición internacional organizada por el gobierno ucraniano.
La Administración DGP sénior estuvo reunida para generar una solución. David Haslewood sugirió un arco que fuese construido fuera de las instalaciones, y seguidamente deslizarlo sobre el sarcófago existente ya que:
1. La construcción fuera del lugar limitaría las dosis de radiación de los trabajadores de construcción al mínimo.
2. Un arco puede acomodarse fácilmente sobre el reactor averiado (salvo su chimenea).
3. Un arco sería más sencillo de deslizar que una estructura cuadrada.

De las 394 entradas, solo la solicitud británica propuso un enfoque de arco deslizable. El resultado de la competición no tuvo un ganador global, pero la propuesta francesa acabó segunda con el Reino Unido y las propuestas alemanas terceras.
Desde la competición el mundo ha adoptado el concepto de arco deslizable, pero ahora tiene miembros apoyando el desmantelamiento de la grúa que no fue un requisito para la competición de 1992.
Posteriormente, un estudio europeo (el programa TACIS) reexaminó las propuestas de los tres finalistas de la competición. El estudio seleccionó la propuesta de arco deslizable como la mejor solución para sus investigaciones futuras y recomendaciones, sobre todo para reducir el riesgo de que los trabajadores de construcción puedan recibir una dosis nociva de radiación.
El 17 de septiembre de 2007 Vinci Construcción Grands Projets y Bouygues Travaux anunciaron públicamente que ganaron el contrato para construir el "Nuevo Sarcófago Seguro" formando como socios al 50/50 un consorcio francés llamado Novarka. El contrato original de 432 millones de euros comprendía el diseño y la construcción del NSS planeando emplear a 900 personas.

#### Objetivos de diseño
El Nuevo Sarcófago Seguro (NSS) se diseñó con varios objetivos de diseño en mente:
- Convertir el destruido ChPPN Reactor 4 en un sistema ambientalmente seguro (Contener los materiales radioactivos en el lugar para impedir una contaminación medioambiental futura)
- Reducir la corrosión y el desgaste del Sarcófago existente y la Unidad 4 del edificio del Reactor
- Mitigar las consecuencias de cualquier potencial derrumbe del refugio existente o la Unidad 4 del edificio de Reactor, particularmente a fin de contener el polvo radioactivo que produciría tal derrumbe.
- Permitir una demolición segura de las estructuras inestables (como el techo del refugio existente) proveyendo equipamiento operado por control remoto para su demolición.

#### Diseño estructural
El diseño del NSS es un arco formado por una estructura de acero con una altura interna de 92.5 metros (303.5 ft), y 12 metros (39.4 ft) de distancia entre los centros del arco superior y más bajo acordado. La medida interna del arco es de 245 metros (803.8 ft), y el externo abarca 270 metros (885.8 ft). Las dimensiones del arco se basaron en la necesidad de operar equipos dentro del Sarcófago nuevo para el desmantelamiento del Sarcófago existente. La longitud total de la estructura es de 150 metros (492.1 ft), constando de 13 arcos ensamblados de 12.5 metros (41 ft) aparte para formar 12 bóvedas. Los extremos de la estructura serán sellados mediante mamparos verticales unidos en derredor, pero no apoyados en las actuales estructuras del edificio de Reactor.
Los arcos están construidos con piezas de acero tubular, y están revestidos externamente con paneles de tres capas. Estos paneles externos también serán utilizados en los mamparos finales de la estructura. Internamente, cada arco será cubierto con policarbonato (Lexan) para impedir la acumulación de partículas radioactivas.
Las partes más grandes de los arcos serán fabricadas en talleres y transportadas al lugar de montaje, 180 metros (590 ft) al oeste de la unidad de reactor 4. Cada tubo de acero será construído con acero de alta calidad para reducir la carga de los costados y el peso del montaje. El acero utilizado en la construcción de las piezas tubulares tendrá una fuerza de cosecha de nada menos que 2,500 kg/cm2 (250 MPa; 36,000 psi).
Se creará un vacío entre las secciones del techo mantenido más tibio que aire exterior para impedir la corrosión. La condensación se evitará manteniendo una diferencia de temperatura.

#### Diseño de cimientos
Los cimientos del NSC deben cumplir con los requisitos primordiales de diseño:
- Deben soportar el peso de los arcos del NSS
- Deben soportar los rieles a través del NSS para que puedan trasladarse 180 metros (590 ft) del lugar de construcción a la posición final sobre la Unidad 4.
- Tienen que minimizar la cantidad de excavación y corte de las capas superiores del suelo, pues el firme superior está muy contaminado con material nuclear del desastre.

El lugar del NSS debe estar ligeramente inclinado variando en elevación de +117.5 metros (385 ft) en el lado oriental a +144 metros (472 ft) en el lado occidental. Los cimientos deben tener en cuenta esta diferencia, independientemente de la extensión del terreno a nivelar.
La tierra en la que los cimientos deben ser construidos es único en aquel contiene una "Capa technogenic " justo bajo la superficie que es aproximadamente 2.5 a 3 metros (8 a 10 ft) en profundidad global. La capa Technogenic fue creada por contaminación radioactiva del accidente y consta de varios materiales que incluyen material nuclear, piedra, arena, arcilla, arenas, hormigón (probablemente no reforzada), y residuos de construcción. Está considerado inviable de determinar las características geotechnical de esta capa de tierra. A raíz de esto, las propiedades que aguanta la capa technogenic es insumable, por el diseño de la fundación.
La mesa de agua en ChPPN fluctúa de +109.9 metros (360.6 ft) en mediados de diciembre a +110.7 metros (363.2 ft) en mediados de mayo.
Varias opciones fueron consideradas para el diseño de fundación del NSS, y el diseño final estuvo especificado constando de tres líneas de dos 4.50-por-1.00-metro (14.76 por 3.28 ft) tableros de fundación 21 metros (68.9 ft) en longitud y un 4 metros (13.1 ft) gorra de pila alta que logra a una altura de +118 metros (387 ft) de elevación. Esta opción fue seleccionada para minimizar el coste de la fundación, el número de cortes a capas de tierra radioactiva, la dosis radioactiva consumida por los trabajadores y riesgo al entorno de contaminación futura. La fundación difiere ligeramente entre el área en qué el NSS será construido y el área restante alrededor de la unidad 4.
Consideraciones especiales son necesarias para la excavación requerida por la construcción debido al nivel alto de la radioactividad encontrada en las capas superiores de tierra. El uso de cuerda con agarres para los primeros 0.3 metros (11.8 en) de excavación de pila han sido recomendada por el Chernobyl Site por los diseñadores conceptuales del NSS. Esto reducirá la exposición directa de trabajadores a la mayoría de contaminación de la tierra. La excavación más profunda para las pilas de fundación será cumplida utilizando conchas de almeja hidráulica operadas debajo bentonita protección suspendida.
La fundación está diseñada para resistir aceleración horizontal de cargas estructurales de hasta 0.08 g, así como a resistir un tornado de Clase F-1.5. Aun así, el requisito de diseño para la estructura era más tarde levantado para resistir una Clase F-3.0 de tornado, resultando en un análisis de diseño de base que fue llevado a cabo independientemente para evaluar los efectos de una Clase F-3.0 tornado a la estructura.
En noviembre de 2016, treinta años después de la tragedia, se inauguró un nuevo sarcófago al que se denominó "Nuevo Sarcófago Seguro" (NSC, por sus siglas en inglés), una estructura móvil, la mayor construida hasta la fecha en el mundo, en forma de arco de 110 metros de alto, 150 de ancho y 256 de largo y más de 30.000 toneladas. Se construyó a 180 metros del reactor y luego se ubicó sobre el mediante un sofisticado sistema de raíles. Se estima que tendrá una duración de más de cien años. El coste final de la estructura fue de 1.500 millones de euros, financiado por el Banco Europeo de Reconstrucción y Desarrollo (BERD) junto a la colaboración de 28 países que aportaron 1.417 millones de euros y construido por la empresa francesa Novarka. La estructura está equipada con grúas controladas a distancia con el objetivo de ir desmontando la antigua estructura.
La nueva estructura permitirá desmantelar el sarcófago y extraer el material radiactivo. En 2023 se espera completar la destrucción de la vieja estructura, la tarea más delicada de todo el proyecto pues implica trabajar en el interior del reactor.